# Невена Георгиева-Дуња
Невена Николова Георгиева-Дуња (Скопље, 25. јул 1925. — Нежилово, 16. децембар 1942.) била је учесница Народноослободилачке борбе од 1941. године. Са 16 година била је најмлађа партизанка у Првом скопском партизанском одреду и прва партизанка у партизанским одредима на територији Македоније.

## Биографија
Рано је остале без мајке. Током школовања бавила се и шивењем, па је тако зарађивала. У СКОЈ је примљена 1941. године. Након окупације Краљевине Југославије, Невена је као припадница СКОЈА, размосила разне поруке и материјале. Поруке је сакривала између хаљина које је шила, тако да полиција није могла да их пронађе. Због своје бистрине и окретности била је погодна за овај опасни посао који је обављала. Ипак због превелике активности, окупатору је постала сумњива те је морала отићи из града у шуму. Постала је борац 1. скопског партизанског одреда након његовог формирања 22. августа 1941. Након расформирања одреда у новембру 1941. одлази у Велес а потом у Струмицу. Помагала је припреме за излазак Струмичког партизанског одреда у љето 1942. У међувремену је маја 1942. осуђена због антидржавног дјеловања на 7 година строгог затвора од стране бугарског окупатора. Септембра 1942. постала је борац Велешког партизанског одреда Димитар Влахов. У зиму 1942. одред је нападнут код села Папрадишта. Иако је непријатељ био далеко бројнији, неколицина партизана на челу са Невеном пружило је отпор. Невенина храброст охрабирла је њене саборце да издрже до краја. Након неколоко сати борбе Невена је погинула. Имала је само 17 година. Погинула је у сукобу са бугарском полицијом и Велешком контрачетничком јединицом 16. децембра 1942. у Нежилову. Непријатељ након што ју је тешко ранио ју је убио, а потом је њено тијело измасакрирано. Њену главу су одсјекли, набили је на колац и носили је кроз села да би заплашили народ. Да би изазвали страх код грађана Велеса њена глава је изложена у излогу.
Њој у част спјевано је неколико пјесама из ноба међу којима су и пјесме „Поле го аргати“ и „Пуста останула таја контра чета“.
Двије основне школе у Киселој Води и Нежилову назване су по њој, као и један од студентских домова. У Парку жена у Скопљу налази се спомен обиљежје посвећено Невени Георгиевој-Дуњи. Њена биста постављена је у дворишту школе у Киселој Води 1969. године (украдена 2016 ), а 1978. године у студентском дому у Скопљу који носи њено име (уништена 2014). Спомен плоча откривена је 2013. у Нежилову. Постхумно је 2022. одликована Орденом за војне заслуге.
- Спомен обиљежје у Парку жена
- Спомен плоча у Нежилову
- Спомен плоча у Раклишу